# Jesús María Satrústegui
Jesús María Satrústegui Azpiroz (* 12. Januar 1954 in Pamplona) ist ein ehemaliger spanischer Fußballspieler.

## Spielerkarriere
Satrústegui begann seine Karriere 1973 bei Real Sociedad San Sebastián. Er blieb bis zu seinem Karriereende 1986 bei den Basken. In dieser Zeit gewann er zwei spanische Meistertitel und einmal den spanischen Supercup.
International spielte er 32-mal für Spanien und erzielte acht Tore. Er nahm an der Europameisterschaft 1980 in Italien (Aus in der Gruppenphase) und an der Weltmeisterschaft 1982 im eigenen Land teil (Aus in der zweiten Gruppenphase).

## Erfolge
- Spanischer Meister (2): 1980/81, 1981/82
- Spanischer Superpokalsieger (1): 1982